# Certhilauda chuana
Cotovia-d'unha-curta ou cotovia-de-unhas-curtas (Certhilauda chuana) é uma espécie de ave da família Alaudidae. Ela é encontrada na África do Sul e Botsuana. O seu habitat natural é a savana seca.
A espécie estabelece ninhos entre 2-3 ovos (tamanhos médios da ninhada em dois estudos: 2,27-2,75 ovos). A incubação dura cerca de 15 dias, a mais longa de todas as espécies de cotovias africanas. Depois do nascimento, a cria permanece com seus pais por 6-8 semanas. Há alguma variação nas estratégias de nidificação das espécies, com a população oriental (na África do Sul), com ninhadas numerosas por a época de reprodução, e da população ocidental (na Botswana) com uma ninhada por temporada.